# Amphinemura chui
Amphinemura chui är en bäcksländeart som beskrevs av Wu, C.F. 1935. Amphinemura chui ingår i släktet Amphinemura och familjen kryssbäcksländor. Inga underarter finns listade i Catalogue of Life.